# Kobiety mafii 2
Kobiety mafii 2 – polski film sensacyjny z 2019, kontynuacja filmu Kobiety mafii roku w reżyserii Patryka Vegi. Równolegle z filmem kinowym powstał sześcioodcinkowy serial telewizyjny stworzony dla platformy Showmax, jednak wskutek wycofania się platformy z polskiego rynku, odcinki dostępne są na Netflixie. Oglądanie filmu dozwolone od lat 15, serialu – od 18.

## Fabuła
Po przejęciu władzy nad stolicą, gang Niani (Agnieszka Dygant) przygotowuje się do największej akcji przemytniczej w dziejach kraju. Będąca postrachem Warszawy grupa sprowadza do kraju tonę kolumbijskiej kokainy. Kiedy towar znika w podejrzanych okolicznościach, a kartel żąda głów, do Polski trafia śmiertelnie niebezpieczna Aida. Kolumbijka znajduje sojusznika w osobie trójmiejskiego przemytnika - Mata (Piotr Adamczyk). Mafioso od dawna pragnie umocnić swoją pozycję w półświatku, ale jego plany komplikują napięte relacje ze zbuntowaną córką - Stellą. W tym samym czasie na wolność wychodzi Spuchnięta Anka (Katarzyna Warnke). Kochająca luksusy maniakalna zakupoholiczka cudem przeżyła więzienne piekło, po którym z trudem odnajduje się w nowej rzeczywistości. Wystarczy jednak nieoczekiwane zdarzenie, by znalazła się na celowniku ogólnopolskich mediów i z dnia na dzień stała się "mafijną celebrytką". W tym samym czasie poza granicami, w Maroko, Siekiera (Aleksandra Popławska) przeżywa burzliwy romans z Amirem - bojownikiem państwa islamskiego. Kiedy mężczyzna ginie w brawurowej akcji z udziałem komandosów GROM-u, pałająca zemstą zabójczyni powraca do Polski. Ma do wypełnienia śmiercionośny plan.

## Obsada
- Agnieszka Dygant – Daria "Niania"
- Aleksandra Popławska – Justyna "Siekiera"
- Katarzyna Warnke – Spuchnięta Anka
- Piotr Adamczyk – Mat
- Janusz Chabior – Adam Zych, pułkownik ABW
- Krzysztof Czeczot – Paweł Laskowski
- Filip Guźla – Kacper, ochroniarz  Niani
- Michał Karmowski – "Zombie"
- Damian Kowalski – "Karp"
- Damian Kret – Janis
- Patryk Pniewski – Adaś, kochanek Anki
- Szymon Radzimierski – Maciek Ostrowski, syn "Cienia"
- Otar Saralidze – Amir
- Michał Sobolewski – "Kosa"
- Adrianna Aguero – Wons
- Angie Cepeda – Aida
- Aleksandra Grabowska - Stella Zakrzewska, córka Mata